# 哈伊庫-保威拉 (夏威夷州)
哈伊庫-保威拉（英語：Haiku-Pauwela）是位於美國夏威夷州茂宜縣的一個人口普查指定地區。

## 地理
哈伊庫-保威拉的座標為20°55′14″N 156°18′45″W / 20.92056°N 156.31250°W，而該地最高點為海拔高度148米（即486英尺）。

## 人口
根據2010年美國人口普查的數據，哈伊庫-保威拉的面積為49.60平方千米，當中陸地面積為40.80平方千米，而水域面積為8.80平方千米。當地共有人口8118人，而人口密度為每平方千米163.67人。